# Rudolf Molleker

Rudolf "Rudi" Molleker (Severodonetsk, Ucrania, 26 de octubre de 2000) es un tenista alemán nacido en Ucrania. Es hijo de repatriados alemanes que decidieron volver a su país natal cuando Rudi tenía 3 años de edad.

## Carrera profesional
Su carrera profesional comenzó el año 2017. Su mejor puesto en la Clasificación ATP individual ha sido el 152.º, y en dobles, el 434.º, ambos en mayo de 2019. A nivel individual logró un título de la categoría Challenger en mayo de 2018.

## Títulos enChallengersyFutures(3; 2+1)
| Leyenda             | Individuales | Dobles |
| ------------------- | ------------ | ------ |
| ATP Challenger Tour | 2            | 0      |
| ITF Futures Series  | 0            | 1      |

### Individuales (1)
| N.º | Fecha                | Torneo    | Superficie    | Oponentes     | Resultado     |
| --- | -------------------- | --------- | ------------- | ------------- | ------------- |
| 1.  | 20 de mayo de 2018   | Heilbronn | Tierra batida | Jiří Veselý   | 4-6, 6-4, 7-5 |
| 2.  | 26 de agosto de 2023 | Praga II  | Tierra batida | Gabriel Debru | 6-2, 6-2      |

### Dobles (1)
| N.º | Fecha                    | Torneo       | Superficie    | Pareja            | Oponentes en la final    | Resultado |
| --- | ------------------------ | ------------ | ------------- | ----------------- | ------------------------ | --------- |
| 1.  | 10 de septiembre de 2017 | F25 Hammamet | Tierra batida | Elliot Benchetrit | Aziz Dougaz Anis Ghorbel | 7-5, 6-3  |

## Clasificación histórica
| Torneos de Grand Slam |       |       |     |     |   |     |  |  |  |  |  |  |  |  |  |  |
| Australian Open | -     | -     | 1R  | 0-1 | 0 | 0%  |  |  |  |  |  |  |  |  |  |  |
| Roland Garros | -     | -     | 1R  | 0-1 | 0 | 0%  |  |  |  |  |  |  |  |  |  |  |
| Wimbledon | -     | -     |     | 0-0 | 0 | 0%  |  |  |  |  |  |  |  |  |  |  |
| US Open | -     | -     |     | 0-0 | 0 | 0%  |  |  |  |  |  |  |  |  |  |  |
| G-P | 0-0   | 0-0   | 0-2 | 0-2 | 0 | 0%  |  |  |  |  |  |  |  |  |  |  |
| ATP World Tour Finals | -     | -     | -   | 0-0 | 0 |     |  |  |  |  |  |  |  |  |  |  |
| G-P | 0-0   | 0-0   | 0-0 | 0-0 | 0 | 0%  |  |  |  |  |  |  |  |  |  |  |
| ATP World Tour Masters 1000                                                                                               |       |       |     |     |   |     |  |  |  |  |  |  |  |  |  |  |
| Indian Wells | -     | -     | -   | 0-0 | 0 | 0%  |  |  |  |  |  |  |  |  |  |  |
| Miami | -     | -     | -   | 0-0 | 0 | 0%  |  |  |  |  |  |  |  |  |  |  |
| Montecarlo | -     | -     | -   | 0-0 | 0 | 0%  |  |  |  |  |  |  |  |  |  |  |
| Madrid | -     | -     | -   | 0-0 | 0 | 0%  |  |  |  |  |  |  |  |  |  |  |
| Roma | -     | -     | -   | 0-0 | 0 | 0%  |  |  |  |  |  |  |  |  |  |  |
| G-P | 0-0   | 0-0   | 0-0 | 0-0 | 0 | 0%  |  |  |  |  |  |  |  |  |  |  |
| ATP World Tour 500 |       |       |     |     |   |     |  |  |  |  |  |  |  |  |  |  |
| Halle | -     | 1R    | 1R  | 0-2 | 0 | 0%  |  |  |  |  |  |  |  |  |  |  |
| Hamburgo | 1R    | 2R    | 2R  | 2-3 | 0 | 0%  |  |  |  |  |  |  |  |  |  |  |
| G-P | 0-1   | 1-2   | 1-2 | 2-5 | 0 | 29% |  |  |  |  |  |  |  |  |  |  |
| ATP World Tour 250 |       |       |     |     |   |     |  |  |  |  |  |  |  |  |  |  |
| Múnich | -     | Q1    | 2R  | 1-1 | 0 | 0%  |  |  |  |  |  |  |  |  |  |  |
| Stuttgart | -     | 2R    |     | 1-1 | 0 | 0%  |  |  |  |  |  |  |  |  |  |  |
| G-P | 0-0   | 1-1   | 1-1 | 2-2 | 0 | 50% |  |  |  |  |  |  |  |  |  |  |
| Representacion Nacional                                                                                                   |       |       |     |     |   |     |  |  |  |  |  |  |  |  |  |  |
| Copa Davis | -     | -     |     | 0-0 | 0 | 0%  |  |  |  |  |  |  |  |  |  |  |
| Juegos Olímpicos | ND    | ND    | ND  | 0-0 | 0 |     |  |  |  |  |  |  |  |  |  |  |
| G-P | 0-0   | 0-0   | 0-0 | 0-0 | 0 | 0%  |  |  |  |  |  |  |  |  |  |  |
| Estadísticas |       |       |     |     |   |     |  |  |  |  |  |  |  |  |  |  |
| Total G-P | 0-1   | 2-3   | 2-5 | 4-9 | 0 | 31% |  |  |  |  |  |  |  |  |  |  |
| Porcentaje | 0%    | 40%   | 29% | -   | - | -   |  |  |  |  |  |  |  |  |  |  |
| Ranking | 597.° | 194.° |     | -   | - | -   |  |  |  |  |  |  |  |  |  |  |
| Leyenda: G: Torneo ganado; F: Finalista; SF: Semifinalista; CF: Cuartos de final; G-P: Ganados-Perdidos; ND: No disputado |       |       |     |     |   |     |  |  |  |  |  |  |  |  |  |  |

## Récord ATP Frente a Tenistas Top 30
Actualizado al 16 de septiembre de 2019
| Nacimiento | Rival                | Ranking | Victorias | Derrotas | Total | Porcentaje |
| ---------- | -------------------- | ------- | --------- | -------- | ----- | ---------- |
| 1982       | David Ferrer         | 3       | 1         | 0        | 1     | 100%       |
| 1992       | Diego Schwartzman    | 8       | 0         | 1        | 1     | 0%         |
| 1996       | Karen Khachanov      | 8       | 0         | 1        | 1     | 0%         |
| 1987       | Fabio Fognini        | 9       | 0         | 1        | 1     | 0%         |
| 1994       | Lucas Pouille        | 10      | 0         | 1        | 1     | 0%         |
| 1988       | Roberto Bautista     | 10      | 0         | 1        | 1     | 0%         |
| 1992       | Nikoloz Basilashvili | 16      | 0         | 1        | 1     | 0%         |
| 1987       | Leonardo Mayer       | 21      | 1         | 0        | 1     | 100%       |